# Mosquée Abdulhamid II
 (octobre 2024).
La mosquée Abdülhamid II est une mosquée située dans la ville de Djibouti, à Djibouti. C'est la plus grande mosquée du pays.

## Histoire
L'idée de la construction de cette mosquée date de 2015, lors d'une réunion entre le président de Djibouti, Ismaïl Omar Guelleh et le président turc Erdogan. Achevée en 2019, elle a été financée par la fondation turque Diyanet. Elle doit son nom au sultan ottoman Abdulhamid II. Le bâtiment, construit dans le style ottoman, a une capacité de 6 000 places.

## Architecture
La mosquée fut construite sur un terrain récupéré et inaugurée en 2019. L'inauguration se déroule en présence du Premier ministre Abdoulkader Kamil Mohamed.